# Équipe d'Inde de hockey sur glace
L'équipe d’Inde de hockey sur glace est la sélection nationale de l’Inde regroupant les meilleurs joueurs indiens de hockey sur glace lors des compétitions internationales. L'équipe est sous la tutelle de la Fédération d’Inde de hockey sur glace et n'est pas classée au classement IIHF en 2018.

## Historique
Historiquement, et par manque de glace artificielle, le hockey sur glace se joue et se développe principalement dans la partie nord du pays notamment à Shimla dans l’Himachal Pradesh, dans la région du Ladakh mais aussi au Cachemire.
En 1985, l’armée indienne et les jeunes des vallées commencent à jouer au hockey sur glace. La rondelle était alors une boîte de cirage à chaussure.
En 1989, l’Inde rejoint la Fédération internationale de hockey sur glace.
Le championnat national regroupe 6 équipes qui proviennent des régions du nord du pays citées ci-dessus. La découverte de ce sport se fait également auprès des enfants et des femmes grâce à des jeux ludiques. De nombreux expatriés travaillant dans les ambassades russes et canadiennes de Bombay et de New Delhi ont joué au Ladakh.
L’équipe nationale indienne fut créée en 2009 pour participer au Challenge d'Asie de hockey sur glace. Ce fut la première et l’unique compétition internationale du hockey sur glace indien. L’équipe a fini à la huitième place. Tous les joueurs étaient originaires du Ladakh.
L’unique patinoire artificielle du pays est en construction à Dehradun dans l’État de l’Uttarakhand.

## Résultats

### Jeux olympiques
- 1920-2022 - Ne participe pas

### Championnats du monde
- 1920-2023 - Ne participe pas

### Jeux asiatiques d'hiver
- 1986-2017 - Ne participe pas

### Challenge d'Asie
- 2008 - Ne participe pas
- 2009 - 8e place
- 2010 - Ne participe pas
- 2011 - 6e place
- 2012 - 5e place
- 2013 - 10e place
- 2014 - 10e place
- 2015 - 11e place
- 2016 - 10e place
- 2017 - 7e place
- 2018 - 9e place

### Bilan des matchs internationaux
Au 20 mars 2009
| Équipe    | PJ | V | N | D | BP | BC | +/-  |
| --------- | -- | - | - | - | -- | -- | ---- |
| Thaïlande | 1  | 0 | 0 | 1 | 0  | 14 | - 14 |
| Mongolie  | 1  | 0 | 0 | 1 | 0  | 10 | - 10 |
| Malaisie  | 1  | 0 | 0 | 1 | 1  | 10 | - 10 |
| Singapour | 1  | 0 | 0 | 1 | 0  | 5  | - 5  |
| Macao     | 1  | 0 | 0 | 1 | 0  | 8  | - 8  |

## Équipe moins de 20 ans

### Challenge d'Asie moins de 20 ans
- 2018 - 5e place

## Équipe moins de 18 ans

### Challenge d'Asie moins de 18 ans
- 2012 - 4e place